# 本标镇区
本标镇区為緬甸馬圭省敏巫縣的鎮區。2014年人口163,692人，區域面積1,199.8平方公里。該鎮下分104個村莊。本标為該鎮之首府。
該鎮的吉榮吉瓦多用途水利樞紐工程計畫（Kyeeohn Kyeewa multipurpose Dam Project，簡稱吉榮吉瓦多用途大壩）於2002年至2003年間正式營運。第一台輸出功率達37MW的發電機於2012年1月開始運作。